# Лебомбо (планина)
Планине Лебомбо, или Лубомбо, су 800km дуге планине у јужној Африци. Протежу се од Хлухлувеа у КваЗулу-Наталу на југу до Пунда Марије у провинцији Лимпопо на северу Јужноафричке републике. Делови планинског ланца налазе се такође у Мозамбику и Есватинију.

## Име
Назив планина изведен је из зулу речи убомбо (ubombo) што значи "велики нос".

## Опис
Висински распон на планинама је релативно низак са висинама између 400m и  800m. Највиши врх је планина Мананга висока 776m. На висини од 480m Лонгве је највиша тачка на планинама северно од реке Летаба. 
Планине доминирају у округу Лубомбо у Есватинију. Градови у околини укључују Ситеки у центру, село Лубхуку на западу и Биг Бенд на југу, а река Мапуто протиче кроз јужни регион планинског ланца. На северу се налазе градови Симунје, Тамбанкулу и Намаача, резерват природе Млавула као и река Мбулузи.
Бројне реке, укључујући Понголo, Мкузе и Мапуто, протичу преко планина од запада до истока.

## Заштићена подручја
Национални парк Кругер и природни резерват Понголо су заштићена подручја на венцу.